# Niijima
Niijima (jap. 新島, dt. „neue Insel“) ist eine vulkanisch geprägte Insel in Japan. Die Fläche beträgt 22,96 km² und die Einwohnerzahl liegt bei 2000. Sie gehört als eine der Izu-Inseln administrativ zur Präfektur Tokio.
Südwestlich befindet sich die bewohnte Insel Shikine-jima (400 Einwohner), 1000 m westlich Jinai-tō (地内島) und 300 m südlich Hanshima
(早島; gelegentlich als Hayashima fehlgelesen). Mit diesen kleineren Inseln bildet Niijima das Dorf Niijima (新島村, -mura), wobei nur Niijima und Shikine-jima bewohnt sind.
Die höchste Erhebung ist der Lavadom Miyatsuka (宮塚山, -yama) mit 432 m. Andere Lavadome im Süden und Norden der Insel zeugen von den letzten Vulkanausbrüchen im 9. Jahrhundert.
Niijima ist ein beliebtes Ausflugsziel für Tages- und Wochenendtouristen aus dem Ballungsraum Tokio. Die Westseite der Insel ist ein Revier für Taucher, die Ostseite,  der Habushi-Strand, zieht viele Surfer an. Die Haupturlaubszeit ist in der Obon-Woche im August. Auf der Insel befinden sich drei heiße Quellen (Onsen), aus denen salziges Meerwasser sprudelt.
Lokale Spezialität der Insel ist getrockneter Fisch (kusaya), Milch-Senbei und Ashitaba. Ashitaba (明日葉, wissenschaftlicher Name: Angelica keiskei) ist eine Pflanze, die ihren Namen (Morgen-Blatt) daher bekommen hat, dass ein abgerissenes Blatt am nächsten Morgen nachgewachsen ist. Es wird verwendet, um Soba-Nudeln grün zu färben und als Tempura frittiert.
Als weitere Touristenattraktion bietet die Insel eine Werkstatt mit Museum für Glaskunst, in dem ein koga genanntes Gestein zu grünem Glas verarbeitet wird.
Auf der Insel befindet sich auch ein Forschungszentrum der Selbstverteidigungsstreitkräfte mit einem Startplatz für Versuchsraketen und Höhenforschungsraketen.
Von Tokio aus ist die Insel mit der Fähre in sieben Stunden, mit dem Tragflügelboot in 2½ Stunden, mit dem Flugzeug vom Flughafen Chofu in 35 Minuten  erreichbar.

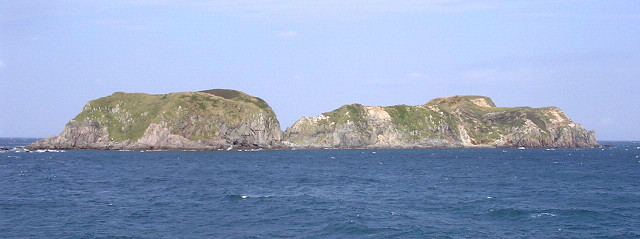
Jinai-tō
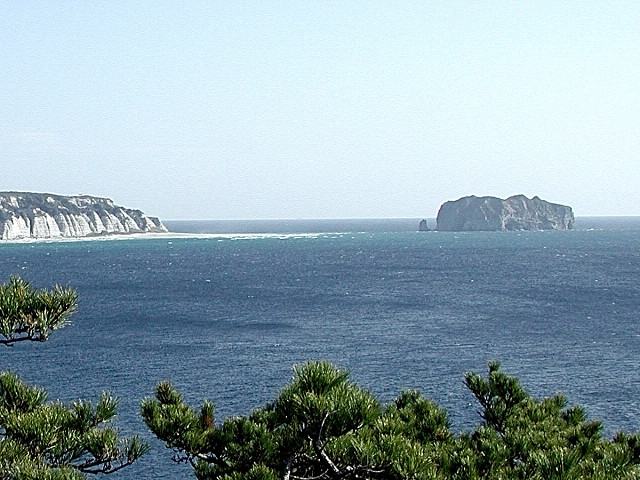
Hanshima